# Émile Baudot
Jean-Maurice-Émile Baudot (ur. 11 września 1845, zm. 28 marca 1903 w Sceaux) – francuski inżynier i wynalazca kodu Baudot, pionier telekomunikacji.
Termin „bod” (miara określająca prędkość transmisji sygnału) powstał od nazwiska Emile Baudot.
W 1870 roku opatentował aparat telegraficzny, który w 1874 roku został przyjęty przez francuskie Ministerstwo Poczt i Telegrafów. W 1877 roku wprowadzono go do próbnej eksploatacji w relacji Paryż Bordeaux. W kolejnych latach aparat ten został wprowadzony w kilku europejskich państwach. 